# Drino
Drino (także Drin; gr. Δρίνος – Drinos) – rzeka w północno-zachodniej Grecji i w południowej Albanii w zlewisku Morza Adriatyckiego. Długość – 84,6 km (około 20 km w Grecji), powierzchnia zlewni – 1324 km², średni przepływ – 41,6 m³/s.
Źródła rzeki Drino znajdują się w górach środkowego Epiru. Na odcinku greckim rzeka nosi nazwę Fitóki. Rzeka płynie na północny zachód stopniowo poszerzającą się doliną między górami Mali i Gjerë na zachodzie i Lunxhëria na wschodzie. W okolicy Gjirokastër dolina Drino rozszerza się na kilka km i tworzy kotlinę Dropull. U północnego wylotu kotliny dolina Drino znów się zwęża. Na południe od Tepelenë Drino uchodzi do rzeki Vjosë.